# Infantele Carlos, Conte de Molina
Infantele Carlos al Spaniei (n. 29 martie 1788, Aranjuez, Spania – d. 10 martie 1855, Trieste, Imperiul Austriac) a fost al doilea fiu al regelui Carol al IV-lea al Spaniei și a soției lui, Maria Luisa de Parma. Sub numele de Carlos al V-lea a fost primul pretendent carlist la tronul Spaniei.

## Primii ani

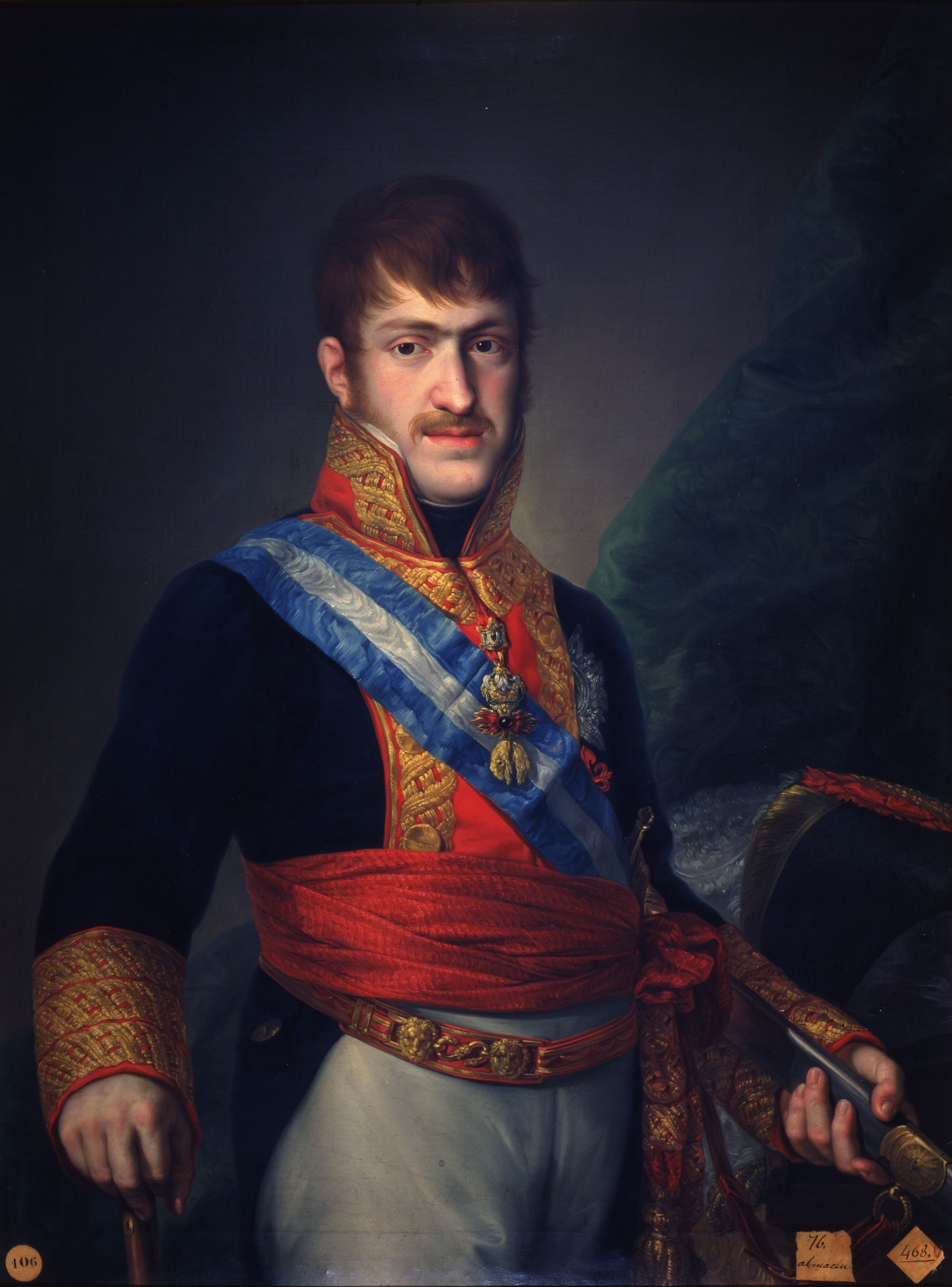
Infantele Carlos

Carlos s-a născut la 29 martie 1788 la Palacio Real de Aranjuez. În 1808, Napoleon a capturat Madridul în Bătăllia de la Somosierra și l-a obligat pe tatăl lui Carlos, regele Carol al IV-lea și pe fratele mai mare al lui Carlos, Ferdinand al VII-lea, să renunțe la drepturile asupra tronului spaniol. Dar Carlos care era moștenitor prezumptiv al fratelui său a refuzat să renunțe la drepturile sale, pe care el le considera acordate de Dumnezeu. Din 1808 până în 1814 el și frații săi au fost prizonieri ai lui Napoleon la Valençay în Franța.
În 1814 Carlos și restul familiei regale spaniole s-au întors la Madrid. În septembrie 1816 el s-a căsătorit cu nepoata lui, Infanta Maria Francisca a Portugaliei (1800–1834), fiica regelui Ioan al VI-lea al Portugaliei și a surorii lui Carlos, Carlota Joaquina. Francisca a fost, de asemenea, sora celei de-a doua soții a fratelui lui Carlos, Ferdinand al VII-lea. Cuplul a avut trei fii:
- Infantele Carlos, Conte de Montemolin (1818–1861), cunoscut drept Conte de Montemolin
- Juan, Conte de Montizón (1822–1887), cunoscut drept Conte de Montizón
- Fernando (1824–1861)

În afara câtorva funcții oficiale, Carlos nu a luat parte în mod semnificativ la guvernarea Spaniei. Ferdinand al VII-lea a găsit necesar să coopereze cu liberalii moderați și să semneze o constituție. Totuși, Carlos a fost cunoscut pentru credința sa fermă în dreptul divin al regilor care să guverneze absolut, ortodoxia rigidă a opiniilor sale religioase și pietatea vieții sale. 
În timpul necazurilor revoluționare ale perioadei 1820-1823 ("triennium liberal") Carlos a fost amenințat de către radicalii extremi, dar nici un atac nu s-a făcut asupra lui. Deși au existat anumiți conservatori din Spania care au dorit să-l pună pe Carlos pe tron imediat, Carlos însuși a fost un credincios ferm în succesiunea legitimă și nu a luptat împotriva fratelui său.

## Arbore genealogic
1. ↑   https://www.cervantesvirtual.com/portales/reyes_y_reinas_espana_contemporanea/carlos_v_biografia/ Lipsește sau este vid: |title= (ajutor)